# بردخون
بردخون (بالفارسية: ردخون) هي مدينة إيرانية وهي مركز لبلدة بردخون التابع لمقاطعة دير من محافظة بوشهر في جنوب إيران. يقدر عدد سكانها بـ 4,300 نسمة.